# Lưu Xuân Cải
Lưu Xuân Cải (sinh 26 tháng 5 năm 1954) là một sĩ quan cấp cao của Quân đội nhân dân Việt Nam, hàm Thiếu tướng, nguyên Phó Tham mưu trưởng Quân khu 3.

## Sự nghiệp
Ông phục vụ Quân đội nhân dân Việt Nam trong vòng 44 năm.
Năm 2013, Ông được phong quân hàm Thiếu tướng, Phó Tham mưu Trưởng Quân khu 3, Quân đội nhân dân Việt Nam.
Sau khi rời quân ngũ, ông là Phó Chủ tịch Hội Cựu chiến binh thành phố Hải Phòng.
Năm 2016, ông trúng cử Đại biểu Hội đồng nhân dân thành phố Hải Phòng.
Năm 2017, ông được bầu làm Chủ tịch Hội Cựu chiến binh thành phố Hải Phòng.